# دريادة (حبيش)

تعديل مصدري - تعديل

دريادة محلة تابعة لقرية الظاهر، التابعة لعزلة الناحية بمديرية حبيش إحدى مديريات محافظة إب في الجمهورية اليمنية، بلغ تعداد سكانها 39 حسب تعداد اليمن لعام 2004.